# Ritchie Valens

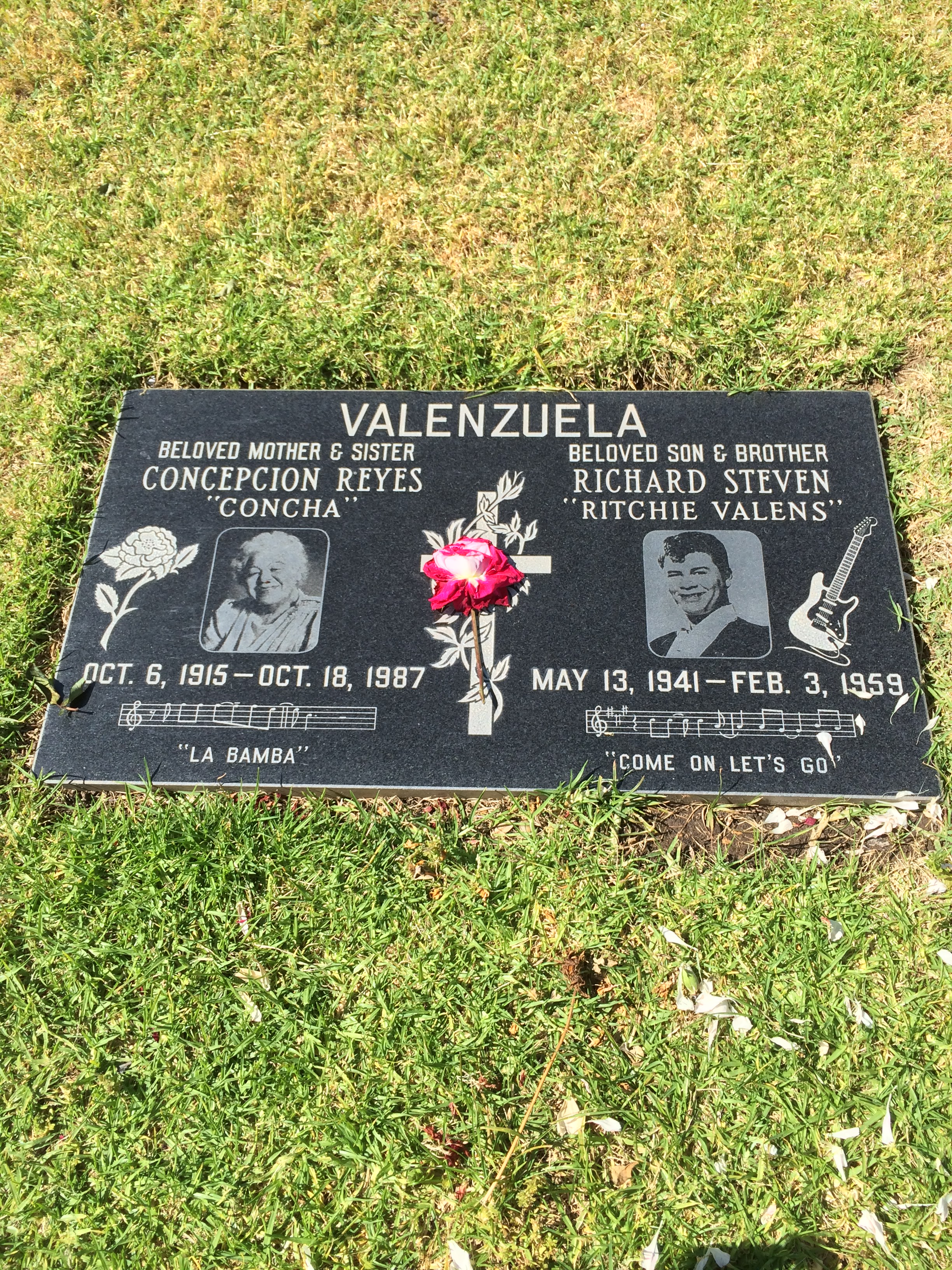
Ritchie Valens grav på San Fernando Mission Cemetery.

Ritchie Valens, egentligen Richard Steven Valenzuela, född 13 maj 1941 i Pacoima i Los Angeles, Kalifornien, död 3 februari 1959 i en flygolycka över Clear Lake, Cerro Gordo County, Iowa, var en amerikansk rocksångare av mexikanskt ursprung.

## Historia
Ritchie Valens var den första stora rockstjärnan i USA med ursprung i Latinamerika. Hans mest kända låtar är Donna, Come on Let's go, La Bamba och We Belong Together.
Ritchie Valens omkom i en flygkrasch tillsammans med Buddy Holly, J.P. "The Big Bopper" Richardson och planets pilot Roger Peterson. Olyckan har senare kommit att kallas The Day the Music Died.
År 1987 gjordes det en film om hans liv med titeln La Bamba. Där spelas han av Lou Diamond Phillips och hans musik framförs av Los Lobos.
Ritchie Valens invaldes i Rock and Roll Hall of Fame år 2001.

## Diskografi (i urval)
Studioalbum
- Ritchie Valens (1959)
- Ritchie (1959)

Livealbum
- In Concert at Pacoima Jr. High (1960)

Singlar
- 1958 – "Come On, Let's Go" / "Framed"
- 1958 – "Donna" / "La Bamba"
- 1959 – "Fast Freight" / "Big Baby Blues"
- 1959 – "That's My Little Suzie" / "In A Turkish Town"
- 1959 – "Little Girl" / "We Belong Together"
- 1960 – "The Paddiwack Song" / "Cry, Cry, Cry"
- 1987 – "La Bamba '87" / "La Bamba"
- 1988 – "Come On, Let's Go" / "La Bamba"